# Saskia Noorman-den Uyl
Saskia Elisabeth Agatha Noorman-den Uyl (Amsterdam, 31 maart 1946) is een Nederlands politicus. Namens de Partij van de Arbeid was ze van 1994 tot 2006 lid van de Tweede Kamer.

## Biografie
Noorman-den Uyl is de dochter van voormalig premier Joop den Uyl en Liesbeth den Uyl-van Vessem. Ze volgde de opleiding binnenhuisarchitectuur bij de Gerrit Rietveld Academie en was aanvankelijk werkzaam als interieurarchitect. In 1978 werd ze lid van de gemeenteraad van Heemstede. Dit bleef ze tot en met 1990 doen, de laatste vijf jaar tevens als wethouder voor welzijn, cultuur, sociale zaken, werkgelegenheid en personeel.
In mei 1990 werd ze directeur van de Sociale Dienst in Leiden, vanaf 1992 van de Dienst Economische en Sociale zaken in dezelfde stad. Bij de Tweede Kamerverkiezingen 1994 werd ze lid van het parlement. In de Kamer hield ze zich bezig met Sociale Zaken en was ze voorzitter van de vaste commissie voor Binnenlandse Zaken en Koninkrijksrelaties. Ook was ze lid van het fractiebestuur. In 2002 diende ze een initiatiefvoorstel in om langdurig werklozen zonder uitzicht op werk een aanvullende inkomensondersteuning te verlenen. Dit voorstel werd verworpen.
In juli 2006 maakte ze bekend bij de Tweede Kamerverkiezingen 2006 niet opnieuw verkiesbaar te willen zijn. Op 29 november 2006 nam ze afscheid van de Tweede Kamer. Ze werd bij deze gelegenheid door Kamervoorzitter Frans Weisglas onderscheiden tot Ridder in de Orde van Oranje-Nassau.
In 2007 werd zij benoemd tot voorzitter van het Landelijk Overleg Sociaal Raadslieden. Van 2008 tot 2012 was ze voorzitter van de raad van advies van de ASN Bank. Noorman-den Uyl was tot 2017 ook voorzitter van het bestuur van Stichting Opzij, en werd in die rol opgevolgd door Roos Vermeij.

## Achternaam
De achternaam luidt officieel Den Uijl, maar net als haar vader gebruikt Noorman-Den Uyl de spelling Den Uyl.

## Trivia
- In 2001 werd ze gepasseerd voor het burgemeesterschap van Nijmegen.

- Parlement.com: vg09lllhimt6